# Julius Wellhausen
Julius Wellhausen (Hameln, 17 maggio 1844 – Gottinga, 7 gennaio 1918) è stato uno storico, orientalista, islamista, studioso biblico e teologo luterano tedesco.

## Biografia
Nacque ad Hameln, nel Regno di Hannover. Dopo aver studiato teologia protestante e lingue semitiche (ebraico, aramaico e arabo) all'Università di Gottinga con il professor Heinrich Ewald, vi insegnò Storia dell'Antico Testamento come Privatdozent. Nel 1872 divenne professore ordinario di teologia all'Università di Greifswald, ma si dimise nel 1882 per ragioni di coscienza e divenne professore straordinario di Lingue orientali alla Facoltà di filologia ad Halle; venne eletto professore ordinario a Marburgo nel 1885, e infine, nel 1892, fu trasferito a Gottinga, dove rimase fino alla morte.

## Esegesi biblica
Wellhausen è famoso per i suoi studi nel campo dell'esegesi biblica, in particolare sulla storia dell'Antico Testamento e dell'"Esateuco", il cui approccio deduttivo, senza compromessi, lo misero in aperta contrapposizione con la vecchia scuola degli studiosi biblici. Il suo maggior lavoro è Prolegomena zur Geschichte Israels ("Prolegomeni alla storia di Israele"), del 1883 (la prima edizione, del 1878, si intitolava Geschichte Israels, "Storia di Israele"). In questa opera Wellhausen presentò la formulazione definitiva dell'ipotesi documentale, secondo la quale il Pentateuco fu redatto a partire da quattro documenti indipendenti, successivi di diversi secoli a Mosè, tradizionalmente considerato il loro autore. Le ipotesi di Wellhausen rimasero il paradigma dominante per gli studi del Pentateuco tra i ricercatori non conservatori fino all'ultimo quarto del XX secolo, quando iniziarono ad essere messe in discussione da studiosi che hanno visto sempre più autori all'opera, risalenti per di più a periodi anche più tardi di quelli indicati da Wellhausen.
Il suo lavoro sul Nuovo Testamento (Das Evangelium Marci, übersetzt und erklärt, 1903), in cui sostenne la priorità del Vangelo secondo Marco sulla fonte Q, non ebbe un'accoglienza entusiasta.

## Lavori sull'età preislamica e omayyade
Fondamentali furono i suoi lavori sull'età della Jāhiliyya (Reste arabischen Heidentums, W. De Gruyter & Co., Berlin-Leipzig, 1887) e sul califfato omayyade siriano (Das arabische Reich und sein Sturz). Quest'ultimo lavoro conobbe una traduzione in lingua inglese tuttora assai diffusa nel mondo degli studi storici islamistici (The Arab Kingdom and Its Fall, Calcutta, University of Calcutta, 1927). 

## Opere principali
- De gentibus et familiis Judaeis (Göttingen, 1870)
- Der Text der Bücher Samuelis untersucht (Göttingen, 1871)
- Die Phariseer und Sadducäer (Greifswald, 1874)
- Prolegomena zur Geschichte Israels (Berlin, 1882; traduzione inglese 1885; 5ª edizione tedesca, 1899; pubblicata originariamente nel 1878 col titolo Geschichte Israels)
- Muhammed in Medina (Berlin, 1882)
- Die Composition des Hexateuchs und der historischen Bücher des Alten Testaments (1876/77, 3ª ed. 1899)
- Israelitische und jüdische Geschichte (1894, 4ª ed. 1901)
- Reste arabischen Heidentums (1887. Rist. 1897)
- Das arabische Reich und sein Sturz (1902)
- Skizzen und Vorarbeiten (1884-1899)